# عز الدين الحداد
عز الدين الحداد (أبو صهيب) ويُلقب «شبح القسام»، هو أحد كبار القادة في كتائب الشهيد عز الدين القسام، الجناح العسكري لحركة حماس. يشغل منصب قائد لواء مدينة غزة، وعضو في المجلس العسكري المُصَغَّر. يعتبر أحد الشخصيات المركزية في حماس. وتعمل تحت قيادته ست كتائب على الأقل. سبق أن نجا الحداد من عدة محاولات اغتيال، بما في ذلك واحدة خلال العدوان الإسرائيلي على غزة 2023. وفي الإعلانات التي أصدرها الجيش الإسرائيلي في قطاع غزة في نوفمبر 2023، تم عرض مكافأة مالية قدرها 750 ألف دولار مقابل رأسه. اعتبارًا من مارس 2024، يُعتبر شخصية بارزة في أهداف التصفية الإسرائيلية في غزة.

## سيرته
خلال خدمته، عمل الحداد كحلقة وصل مهمة بين مختلف قادة حماس، وشارك في تخطيط وتنفيذ العديد من العمليات العسكرية. نشأ "من الأسفل" في لواء غزة وشغل منصب قائد سرية، كتيبة، وأخيراً تم تعيينه أيضاً قائداً للواء.
خلال معركة الفرقان، كان قائدًا للجناح العسكري لحركة حماس في المنطقة الشرقية من مدينة غزة، وفي 2 يناير/كانون الثاني 2009، قصف الجيش الإسرائيلي منزله في حي الشجاعية بمدينة غزة. خلال الحرب على غزة في عام 2012، كان منصبه قائد لواء جنوب مدينة غزة. وخلال العملية أيضًا، قصف الجيش الإسرائيلي منزله من جديد. وفي معركة سيف القدس عام 2021، كان منصبه أيضًا قائد المساعدة القتالية العامة في القطاع، وخلال العملية في 17 مايو 2021، قصف الجيش الإسرائيلي منزله للمرة الثالثة.
وبعد اغتيال الاحتلال الاسرائيلي لباسم عيسى، قائد لواء غزة في معركة سيف القدس عام 2021، تم تعيين الحداد قائدًا للواء مدينة غزة خلفًا له.

### في عملية طوفان الأقصى
وفي 6 أكتوبر 2023، أي قبل يوم من عملية طوفان الأقصى، جمع الحداد سرا قادة الكتائب التي كانت تحت قيادته وسلمهم وثيقة بالأمر لتنفيذ العملية. ومن أحد الأهداف الرئيسة التي حددها للعملية هو "أسر عدد كبير من الجنود الإسرائيليين في اللحظات الأولى (للقتال) وإرسالهم إلى قطاع غزة"، وأنه "يجب التأكد من أن هناك أن يكون بثًا مباشرًا للهجوم والاستيلاء على البؤر الاستيطانية والكيبوتسات إلى دائرة الإعلام".
في ديسمبر 2023، خلال العدوان الإسرائيلي على غزة، داهمت الفرقة 162 من الجيش الإسرائيلي منزله في حي التفاح. وزعمت العثور على صور توثق علاقاته مع قادة آخرين في القسام، ومن بينهم قائد كتيبة الشاطئ.
وفي شباط/فبراير 2024، شنَّت قوى الاحتلال الإسرائيلي هجومًا على منزل في تل الهوى أُعتُقِدَ أنه يقيم فيه، لكن الحداد لم يصب بأذى. ولاحقا، تم تدمير منزلًا له في غزة في 3 مارس 2024، للمرة الرابعة.
وفي يونيو 2024، أفادت التقارير لدى الجيش الإسرائيلي أنه عقب الحرب، تم تعيين الحداد أيضًا في المنصب المسؤول عن شمال قطاع غزة.
أعلن في 17 يناير 2025 عن استشهاد ابنه «صهيب الحداد» بقصفٍ إسرائيلي على حي التفاح.